# Melongena corona
El caracol chivita (Melongena corona) pertenece a la clase Gasterópoda de moluscos. Esta clase constituye la clase más extensa de moluscos. Presentan una cabeza, un pie musculoso ventral y una concha dorsal (no todos). Los gasterópodos incluyen organismos como los caracoles  (terrestres y marinos), las babosas y las liebres de mar, entre otros.

## Clasificación y descripción
M. melongena es un molusco que pertenece a la clase Gasterópoda; orden Neogastropoda; familia Melongenidae. Concha de tamaño moderadamente grande, de 60 a 100 mm, café obscuro, con bandas amarillas o blancas de diferente espesor a nivel del hombro y otra más ancha hacia la periferia, en general separadas por una banda central de menor tamaño; por debajo de esta banda ancha hay numerosas líneas. Concha piriforme y la vuelta corporal forma un pliegue sobre la espira. Ornamentación de espinas fuertes y macizas dispuestas en una o dos hileras al nivel del hombro redondeado; con seis a siete y media vueltas, la penúltima sumergida en la última vuelta o vuelta corporal (en juveniles esto no sucede); suturas acanaladas y profundas. Abertura subelíptica con la muesca anal ancha, canal sifonal corto y aplanado; labio externo delgado pero fuertemente crenulado; perióstraco fibroso; café obscuro.

## Distribución
M. corona es una especie subtropical encontrada desde ambos lados de la costa de florida, atravesando el Golfo de México y la parte sur de Las Antillas hacia América del Sur.
Habita en aguas someras con abundante materia orgánica, en áreas marinas o lagunares; es abundante en Yucatán y Quintana Roo.

## Ecología
Es un depredador oportunista y carroñero capaz de alimentarse de una variedad de presas vivas así como de materia en descomposición. Su dieta incluye otros moluscos, como son: Crassostrea virginica, Enis minor, Tagelus divisus, también es capaz de alimentarse de otros gasterópodos del género Busycon. 
M. corona es depredado por gasterópodos también, como: Pleuroploca gigantea y Chicoreus florifer.